# Culicoides stanicicus
Culicoides stanicicus is een muggensoort uit de familie van de knutten (Ceratopogonidae). De wetenschappelijke naam van de soort is voor het eerst geldig gepubliceerd in 1970 door Shevchenko.